# Chiesa di San Pietro (Milis)
La chiesa di San Pietro in vincoli si trova in campagna a circa 2 km dall'abitato, in territorio di proprietà del comune di Seneghe, ma di fatto fa parte della comunità ecclesiastica di Milis.
È stata costruita in modo semplice intorno al 1100 su un basamento di basalto a pianta rettangolare.
La località dove sorge la chiesa è denominata Milis Pizzinnu in quanto per sfuggire a una presunta epidemia di peste molti abitanti del paese di Milis si spostarono in questo territorio dove fecero edificare la chiesa e formarono un altro piccolo paese chiamandolo appunto Milis Pizzinnu (Milis piccolo).